# Chascanopsetta micrognatha
Chascanopsetta micrognatha is een straalvinnige vissensoort uit de familie van botachtigen (Bothidae). De wetenschappelijke naam van de soort is voor het eerst geldig gepubliceerd in 1984 door Amaoka & Yamamoto.